# Botafogo FC (João Pessoa)
Botafogo Futebol Clube da Paraíba – brazylijski klub piłkarski z siedzibą w mieście João Pessoa, stolicy stanu Paraíba.

## Osiągnięcia
- Mistrz stanu Paraíba (Campeonato Paraibano) (30): 1936, 1937 (niepokonany), 1938, 1944, 1945, 1947, 1948, 1949 (niepokonany), 1953 (niepokonany), 1954, 1955, 1957 (niepokonany), 1968, 1969, 1970 (niepokonany), 1975, 1976 (niepokonany), 1977, 1978, 1984, 1986, 1988, 1998, 1999, 2002, 2003, 2013, 2014, 2017, 2018, 2019.
- Torneio Início do Campeonato Paraibano (13): 1937, 1940, 1941, 1946, 1949, 1967, 1970, 1978, 1979, 1981, 1989, 1991, 1992.

## Historia
Botafogo założony został 28 września 1931 w Cristo Redentor, dzielnicy miasta João Pessoa. Założycielami klubu byli Beraldo de Oliveira, Manoel Feitosa, Livonete Pessoa, José de Melo, Edson de Moura Machado, Enock Lins - wszyscy byli kibicami klubu Botafogo FR. Pierwszym prezesem klubu wybrany został Beraldo de Oliveira.
Swój pierwszy mecz Botafogo rozegrał w 1932 w ramach ligi Suburbana z klubem São Bento, remisując 2:2.
W 1936 Botafogo zdobył swój pierwszy tytuł mistrza stanu Paraíba.
W 1976 Botafogo po raz pierwszy wystąpił w pierwszej lidze brazylijskiej (Campeonato Brasileiro Série A). Klub odpadł w drugim etapie, a w klasyfikacji generalnej sezonu uplasował się na 25. miejscu.
W 1985 Botafogo zajął 19. miejsce w klasyfikacji generalnej pierwszej ligi brazylijskiej (Campeonato Brasileiro Série A) - jest to jak dotąd najlepsza pozycja klubu w mistrzostwach Brazylii.
W 1989 Botafogo wzięło udział w pierwszej edycji Copa do Brasil. Klub został wyeliminowany w pierwszej rundzie przez Cruzeiro EC, pomimo tego, że nie przegrał meczu. W João Pessoa mecz zakończył się wynikiem 1:1, a w Belo Horizonte 0:0. Drużyna Cruzeiro awansowała dalej dzięki większej liczbie bramek zdobytych na wyjeździe.